# Elizabeth Stephansen
Mary Ann Elizabeth Stephansen (Bergen, 10 de março de 1872 – 23 de fevereiro de 1961) foi uma matemática e educadora norueguesa. Foi a primeira mulher da Noruega a obter um doutorado.

## Biografia
Filha mais velha de Anton Stephan Stephansen (1845–1929) e Gerche Reimers Jahn (1848–1935). Seu pai foi um comerciante proprietário de uma loja de tecidos. Mais tarde estabeleceu a fábrica têxtil Espelandfos Spinderi & Tricotagefabrik, em Arna. Frequentou a Bergen Cathedral School, que completou em 1891. Era fluente no idioma alemão e viajou para a Suíça para continuar seus estudos. Estudou no Instituto Federal de Tecnologia de Zurique, graduando-se em 1896. Sua tese Ueber partielle Differentialgleichungen vierter Ordnung die ein intermediäres Integral besitzen foi publicada em 1902. Obteve um doutorado na Universidade de Zurique em 1902.
Em 1902-1903 foi para a Universidade de Göttingen, onde assistiu aulas de Ernst Zermelo, David Hilbert e Felix Klein. Foi professora de matemática na Bergen Cathedral School e na Bergen Technical School. Entre 1905–1906 concluiu pesquisas matemáticas e escreveu artigos sobre equações de diferença. De 1906 até sua aposentadoria em 1937 trabalhou no Agricultural College of Norway em Ås, Akershus. Primeiramente lecionou física e matemática. Em 1921 foi nomeada docente em matemática.
Após aposentar-se viveu na fazenda da família em Espeland, Arna (Espeland, gnr. 289, gårdsbruk i Arna), que seu pai havia adquirido em 1918. Após a libertação da Noruega em 1945, recebeu a MOrdem do Mérito Real (Kongens fortjenstmedalje) pela assistência prestada aos prisioneiros noruegueses mantidos no campo de Concentração Nazista de Espeland (Espeland fangeleir). Morreu em 1961 em Espeland, no distrito de Arna, e foi enterrada no cemitério de Årstad, em Bergen.